# Сочинское соглашение
Со́чинское соглаше́ние, официально «Соглашение о принципах мирного урегулирования грузино-осетинского конфликта», или Дагомы́сские соглаше́ния (груз. დაგომისის შეთანხმება), — документ, подписанный в городе Сочи (Россия) 24 июня 1992 года российским президентом Борисом Ельциным и председателем Государственного совета (главой Грузии) Эдуардом Шеварднадзе.
Основные положения Соглашения:
- противоборствующие стороны обязались прекратить огонь и вывести свои вооружённые формирования из зоны соприкосновения;
- Россия обязывалась вывести из Южной Осетии дислоцированные там инженерно-сапёрный и вертолётный полки;
- создавалась Сме́шанная Контро́льная Коми́ссия (СКК), которой предстояло осуществлять контроль за прекращением огня, выводом вооружённых формирований, роспуском сил самообороны и обеспечение режима безопасности в зоне соприкосновения;
- Смешанной Контрольной Комиссии придавались группы военных наблюдателей и Смешанные силы по поддержанию мира;
- стороны обязывались немедленно приступить к переговорам по экономическому восстановлению региона и созданию условий для возвращения беженцев. Применение блокад и экономических санкций объявлялось неприемлемым.

Фактически утратили силу после войны в Грузии в августе 2008.

## Созданные структуры

### Смешанная Контрольная Комиссия
Состояла из представителей четырёх сторон — Грузии, Южной Осетии, России и Северной Осетии.

### Смешанные силы по поддержанию мира
Состояли из трёх батальонов — российского, грузинского и осетинского.